# Янус (міфологія)
Я́нус (лат. Ianus) — один з найдавніших римських богів, покровитель входів і виходів, початків і кінців. Зображався як чоловік з двома обличчями по обидва боки голови. Його батьки: Сатурн та Енторія, жінкою Януса була Ютурна, сином — Фонт, зятем — Вультурн. Ім'я, ймовірно, походить від латинського слова ianua — «двері».
У сучасній мові дволикий янус — лицемірна, лукава людина.

## Образ Януса
Януса зазвичай зображували у вигляді літнього чоловіка з двома бородатими обличчями. Одне дивилося на схід, інше — на захід. Цим підкреслювалося, що він знає все, що відбувалося раніше, і все, що відбудеться в майбутньому. Іноді одне обличчя було молодим, друге — старим. Як вартовий дверей, Янус тримав у руках ключі й палицю для охорони. Часом замість ключа Янус тримав жертовну чашу, а на голові мав лавровий вінок.
Януса зображали на римських монетах, особливо раннього часу, з надією на сприятливий результат будь-якої справи, що здійснюється за допомогою цих монет.

## Янус у міфах
У «Фастах» Овідій розповідає про міфи, які пов'язують Януса з Сатурном. А саме той, де Сатурн вітав Януса як гостя і з яким розділив своє володіння у винагороду за навчання мистецтву землеробства; а також про зґвалтування Янусом Карни, відомої також як Кардея, яку він потім зробив богинею дверних петель. В «Метаморфозах» Овідія Янус згадується як батько Венілії, німфи, котра покохала Піка.
Арнобій писав, що сином Януса та Ютурни був Фонт. Макробій розповідав, що Янус мав розділити володіння з Камесом в Латинумі, у місці, яке тоді називалося Камесена. Він стверджував, що Гай Юлій Гігін записав таку оповідь з посиланням на Протарха Тральського. У Макробія Камес — це чоловік і після смерті Камеса Янус правив один. Однак пізніші грецькі автори також згадують про Янусову сестру й дружину Камесу: Афіней, цитуючи якогось Дракона з Корфи, пише, що Янус породив зі своєю сестрою Камесою сина на ім'я Атекс та доньку на ім'я Олістен. Сервій Даніель стверджував, що Тибр (тобто Тиберін) був їхнім сином.
Коли Ромул і його люди викрали сабінянок, Янус спричинив виверження вулканічного гарячого джерела, в результаті чого нападники були поховані живими в смертельній гарячій суміші води та попелу бурхливих, гарячих вулканічних джерел. Пізніше сабіняни та римляни домовилися про спільне створення нової громади. На честь цього було встановлено двері в стіні без даху під назвою «Янус». Двері відчиняли під час війни та тримали відчиненими до укладення миру, коли вони урочисто зачинялися.

## Янус у римській релігії

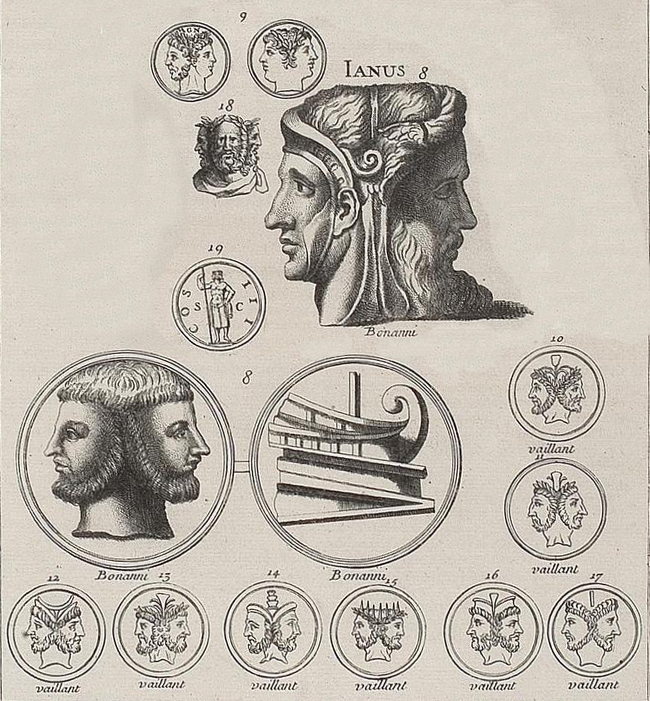
Різні зображення Януса з книги Бернара де Монфокона «Античність, пояснена та представлена в малюнках»

Двері для римлян слугували символом межі між протилежними станами і явищами. Закриті двері відокремлювали внутрішній світ римської сім'ї від зовнішнього, приховували людину і захищали її. Відкриті — з'єднували сім'ю і окремих людей з іншими сім'ями і людьми, з суспільством, державою і світом. Богом фізичних дверей був Форкул, порогу — Ліментін, але вони були божествами, підлеглими Янусу.
Янус же вважався богом усякого входу і виходу взагалі, в тому числі починання і закінчення справ. До цього бога зверталися аби вирішити суперечності, отримати впевненість в успіху при початку і завершенні справ від побуту і до війни. Існувала традиція з початком будь-якої війни відкривати храм Януса. У мирний же час храм закривали.
Початки кожного місяця (календи) були присвячені Янусу, а також початок року. Тому римляни вірили, що побажання на новий рік обов'язково збудуться, а багаті святкування сприятимуть достатку впродовж року. На честь Януса існувало 12 вівтарів за числом місяців у році, а самого Януса часом зображували з 365 пальцями на руках за числом днів: 300 на одній і 65 на інший. Коли римляни запозичили у греків уявлення про утворення світу з первісного хаосу, появу світу теж стали пов'язувати з Янусом. Часом цей бог поставав творцем світу, який виник з поєднання першопочаткових вогню, повітря, землі і води.
Оскільки Янус був найстарішим богом і богом всіх початків, будь-які молитви, в яких згадувалися інші боги, починалися зі звернення до Януса. Йому першому присвячували жертви. Пов'язаними божествами вважалися Матута — богиня раннього ранку, Портун — бог брам, Карна — богиня дверних петель, Венілія — богиня джерел, Тиберін — бог річки Тибр та численні інші дрібні божества.

## Трактування образу
Розглядаючи міфи про Януса, слід зважати, що з-поміж них існують як давні та споконвічно латинські, так і пізніші, записані грецькими міфографами. Так, Плутарх вважав, що в основу бога Януса ліг якийсь грек Янус із Перребії.
Міфи про Карну в її зв'язку з Янусом досліджували Моріс Ренар та Жорж Дюмезіль. Перший дослідник вбачав у міфіологічному образу цього бога певну паралель із теологією, що лежить в основі обряду «сестриної балки» (Tigillum Sororium, святиня, що за переказом була встановлена на Оппійському пагорбі в Римі). Карна тут є німфою священного дерева Гелерна, розташованого біля Тибру, чий фестиваль 1 лютого відповідав святкуванню дня Юнони Соспіти: Карну в такому разі можна розглядати як другорядне втілення богині. Її звичка обманювати чоловіків-переслідувачів, ховаючись у скелях, у ґрунті, виявляє її зв'язок не лише з рослинністю, а й зі скелями, печерами. Її натура, імовірно, також пов'язана з рослинністю та зростанням: Дюмезіль довів, що Гелерн був богом рослинності, рослинного буйства та садів, зокрема, пов'язаних із викою. Як пише Овідій у «Фастах», 1 червня був святковим днем Карни, крім календарного свята місяця Юнони та свята Юнони Монети. Імовірно, що Овідій цілеспрямовано об'єднує та ототожнює Карну з Кардеєю в етіологічному міфі, згаданому вище. Отже, в цьому міфі висвітлюється зв'язок Януса та бога Гелерна: в цей день було прийнято їсти пюре з квасолі і сало, які повинні були зміцнити тіло. Кардея також володіла магічними здібностями захищати дверні прорізи (доторкаючись до порогів і стовпів мокрими гілочками глоду) і новонароджених дітей від нападів стриксів (у міфі про молодого Проку). Ренар стверджував, що асоціація Януса з Карною нагадує поширені обряди очищення та родючості, які виконуються шляхом ритуального проходження під низькими скелями чи природними розщелинами в деревах, які, у свою чергу, відображаються у очищувальному обряді «сестриної балки».

## Інше
- «Словами-янусами» (англ. Janus words) іноді називають автоантоніми — слова, котрі в тому самому вигляді, але за різного контексту, мають протилежні значення.